# Cherington (Gloucestershire)
Cherington  é uma paróquia e aldeia do distrito de Cotswold, no condado de Gloucestershire, na Inglaterra. De acordo com o Censo de 2011, tinha 224 habitantes. Tem uma área de 17,36km².